# Thymoites praemollis
Thymoites praemollis är en spindelart som först beskrevs av Simon 1909.  Thymoites praemollis ingår i släktet Thymoites och familjen klotspindlar.
Artens utbredningsområde är Vietnam. Inga underarter finns listade i Catalogue of Life.